# Japan Academy Prize du film en langue étrangère
Le Japan Academy Prize du film en langue étrangère (日本アカデミー賞外国作品賞) est une récompense de cinéma décernée tous les ans dans le cadre des Japan Academy Prizes et qui récompense le meilleur film non tourné en langue japonaise de l'année.

## Palmarès

### Années 1970
- 1978 : Rocky de John G. Avildsen
  - Le Feu follet de Louis Malle
  - Network : Main basse sur la télévision (Network) de Sidney Lumet
  - La Castagne (Slap Shot) de George Roy Hill
  - Le Voyage des damnés (Voyage of the Damned) de Stuart Rosenberg
- 1979 : Violence et Passion (Gruppo di famiglia in un interno) de Luchino Visconti
  - Rencontres du troisième type (Close Encounters of the Third Kind) de Steven Spielberg
  - Adieu, je reste (The Goodbye Girl) de Herbert Ross
  - Star Wars, épisode IV : Un nouvel espoir (Star Wars: Episode IV – A New Hope) de George Lucas
  - Le Tournant de la vie (The Turning Point) de Herbert Ross

### Années 1980
- 1980 : Voyage au bout de l'enfer (The Deer Hunter) de Michael Cimino
  - L'Arbre aux sabots (L'albero degli zoccoli) d'Ermanno Olmi
  - Graffiti Party (Big Wednesday) de John Milius
  - Le Champion (The Champ) de Franco Zeffirelli
  - Le Voyage des comédiens (O Thiasos) de Theo Angelopoulos
- 1981 : Kramer contre Kramer (Kramer vs. Kramer) de Robert Benton
  - Que le spectacle commence (All That Jazz) de Bob Fosse
  - Apocalypse Now de Francis Ford Coppola
  - Manhattan de Woody Allen
  - Tess de Roman Polanski
- 1982 : Le Tambour (Die Blechtrommel) de Volker Schlöndorff
  - Bienvenue, mister Chance (Being There) de Hal Ashby
  - Elephant Man (The Elephant Man) de David Lynch
  - Des gens comme les autres (Ordinary People) de Robert Redford
  - Les Uns et les Autres de Claude Lelouch
- 1983 : E.T., l'extra-terrestre (E.T. the Extra-Terrestrial) de Steven Spielberg
  - Le Bateau (Das Boot) de Wolfgang Petersen
  - Les Chariots de feu (Chariots of Fire) de Hugh Hudson
  - La Maison du lac (On Golden Pond) de Mark Rydell
  - Rocky 3 de Sylvester Stallone
- 1984 : Officier et Gentleman (An Officer and a Gentleman) de Taylor Hackford
  - La Femme d'à côté de François Truffaut
  - Flashdance d'Adrian Lyne
  - Gandhi de Richard Attenborough
  - Le Choix de Sophie (Sophie's Choice) d'Alan J. Pakula
- 1985 : Il était une fois en Amérique (Once Upon a Time in America) de Sergio Leone
  - Indiana Jones et le Temple maudit (Indiana Jones and the Temple of Doom) de Steven Spielberg
  - Le Meilleur (The Natural) de Barry Levinson
  - L'Étoffe des héros (The Right Stuff) de Philip Kaufman
  - Tendres Passions (Terms of Endearment) de James L. Brooks
- 1986 : Amadeus de Miloš Forman
  - Cotton Club (The Cotton Club) de Francis Ford Coppola
  - La Déchirure (The Killing Fields) de Roland Joffé
  - La Route des Indes (A Passage to India) de David Lean
  - Witness de Peter Weir
- 1987 : Retour vers le futur (Back to the Future) de Robert Zemeckis
  - Aliens, le retour (Aliens) de James Cameron
  - Chorus Line (A Chorus Line) de Richard Attenborough
  - La Couleur pourpre (The Color Purple) de Steven Spielberg
  - Out of Africa de Sydney Pollack
- 1988 : Platoon d'Oliver Stone
  - Hannah et ses sœurs (Hannah and Her Sisters) de Woody Allen
  - Stand by Me de Rob Reiner
  - Top Gun de Tony Scott
  - Les Incorruptibles (The Untouchables) de Brian De Palma
- 1989 : Le Dernier Empereur (The Last Emperor) de Bernardo Bertolucci
  - Liaison fatale (Fatal Attraction) d'Adrian Lyne
  - Full Metal Jacket de Stanley Kubrick
  - Éclair de lune (Moonstruck) de Norman Jewison
  - Wall Street d'Oliver Stone

### Années 1990
- 1990 : Piège de cristal (Die Hard) de John McTiernan
  - Black Rain de Ridley Scott
  - Indiana Jones et la Dernière Croisade (Indiana Jones and the Last Crusade) de Steven Spielberg
  - Les Indians (Major League) de David S. Ward
  - Rain Man de Barry Levinson
- 1991 : Jusqu'au bout du rêve (Field of Dreams) de Phil Alden Robinson
  - 58 Minutes pour vivre (Die Hard 2) de Renny Harlin
  - Ghost de Jerry Zucker
  - Cinema Paradiso (Nuovo Cinema Paradiso) de Giuseppe Tornatore
  - Total Recall de Paul Verhoeven
- 1992 : Danse avec les loups (Dances with Wolves) de Kevin Costner
  - L'Éveil (Awakenings) de Penny Marshall
  - Nikita de Luc Besson
  - Le Silence des agneaux (The Silence of the Lambs) de Jonathan Demme
  - Terminator 2 : Le Jugement dernier (Terminator 2: Judgment Day) de James Cameron
- 1993 : JFK d'Oliver Stone
  - L'Amant de Jean-Jacques Annaud
  - Basic Instinct de Paul Verhoeven
  - Bodyguard (The Bodyguard) de Mick Jackson
  - Une équipe hors du commun (A League of Their Own) de Penny Marshall
- 1994 : Jurassic Park de Steven Spielberg
  - Cliffhanger : Traque au sommet (Cliffhanger) de Renny Harlin
  - Le Fugitif (The Fugitive) de Andrew Davis
  - Entre ciel et terre (Heaven and Earth) d'Oliver Stone
  - Impitoyable (Unforgiven) de Clint Eastwood
- 1995 : La Liste de Schindler (Schindler's List) de Steven Spielberg
  - La Leçon de piano (The Piano) de Jane Campion
  - Pulp Fiction de Quentin Tarantino
  - Speed de Jan de Bont
  - True Lies de James Cameron
- 1996 : Les Évadés (The Shawshank Redemption)
  - Apollo 13 de Ron Howard
  - Sur la route de Madison (The Bridges of Madison County) de Clint Eastwood
  - Forrest Gump de Robert Zemeckis
  - Léon de Luc Besson
- 1997 : Le Facteur (Il postino) de Michael Radford
  - Independence Day de Roland Emmerich
  - Mission impossible (Mission: Impossible) de Brian De Palma
  - Seven de David Fincher
  - L'Armée des douze singes (12 Monkeys) de Terry Gilliam
- 1998 : Titanic de James Cameron
  - Le Patient anglais (The English Patient)
  - Shine de Scott Hicks
  - Air Force One de Wolfgang Petersen
  - Sept Ans au Tibet (Seven Years in Tibet) de Jean-Jacques Annaud
- 1999 : L.A. Confidential de Curtis Hanson
  - Armageddon de Michael Bay
  - Pour le pire et pour le meilleur (As Good as It Gets) de James L. Brooks
  - Will Hunting (Good Will Hunting) de Gus Van Sant
  - Il faut sauver le soldat Ryan (Saving Private Ryan) de Steven Spielberg

### Années 2000
- 2000 : Sixième Sens (The Sixth Sense) de M. Night Shyamalan
  - Elizabeth de Shekhar Kapur
  - Matrix (The Matrix) des Wachowski
  - Shakespeare in Love de John Madden
  - La vie est belle (La vita è bella) de Roberto Benigni
- 2001 : Dancer in the Dark de Lars von Trier
  - American Beauty de Sam Mendes
  - Gladiator de Ridley Scott
  - La Ligne verte (The Green Mile) de Frank Darabont
  - Nom de code : Shiri (Swiri) de Kang Je-gyu
- 2002 : Billy Elliot de Stephen Daldry
  - A.I. Intelligence artificielle (Artificial Intelligence: AI) de Steven Spielberg
  - Le Chocolat (Chocolat) de Lasse Hallström
  - Harry Potter à l'école des sorciers (Harry Potter and the Philosopher's Stone) de Chris Columbus
  - Postmen in the Mountains de Huo Jianqi
- 2003 : À l'ombre de la haine (Monster's Ball) de Marc Forster
  - Gangs of New York de Martin Scorsese
  - Harry Potter et la Chambre des secrets (Harry Potter and the Chamber of Secrets) de Chris Columbus
  - Sam, je suis Sam (I Am Sam) de Jessie Nelson
  - Le Seigneur des anneaux : La Communauté de l'anneau (The Lord of the Rings: The Fellowship of the Ring) de Peter Jackson
- 2004 : Le Pianiste (The Pianist) de Roman Polanski
  - Chicago de Rob Marshall
  - The Hours de Stephen Daldry
  - Le Seigneur des anneaux : Les Deux Tours (The Lord of the Rings: The Two Towers) de Peter Jackson
  - My Sassy Girl (Yeopgijeogin geunyeo) de Kwak Jae-yong
- 2005 : Le Dernier Samouraï (The Last Samurai) d'Edward Zwick
  - Le Seigneur des anneaux : Le Retour du roi (The Lord of the Rings: The Return of the King) de Peter Jackson
  - Mystic River de Clint Eastwood
  - Pur Sang, la légende de Seabiscuit (Seabiscuit) de Gary Ross
  - Troie (Troy) de Wolfgang Petersen
- 2006 : Million Dollar Baby de Clint Eastwood
  - De l'ombre à la lumière (Cinderella Man) de Ron Howard
  - Charlie et la Chocolaterie (Charlie and the Chocolate Factory) de Tim Burton
  - Le Fantôme de l'Opéra (The Phantom of the Opera) de Joel Schumacher
  - Star Wars, épisode III : La Revanche des Sith (Star Wars: Episode III – Revenge of the Sith) de George Lucas
- 2007 : Mémoires de nos pères (Flags of Our Fathers) de Clint Eastwood
  - Collision (Crash) de Paul Haggis
  - Hôtel Rwanda (Hotel Rwanda)
  - Pirates des Caraïbes : Le Secret du coffre maudit (Pirates of the Caribbean: Dead Man's Chest) de Gore Verbinski
  - Da Vinci Code (The Da Vinci Code) de Ron Howard
- 2008 : Lettres d'Iwo Jima (Letters from Iwo Jima) de Clint Eastwood
  - Dreamgirls de Bill Condon
  - Babel d'Alejandro González Iñárritu
  - Hairspray d'Adam Shankman
  - La Vengeance dans la peau (The Bourne Ultimatum) de Paul Greengrass
- 2009 : The Dark Knight : Le Chevalier noir (The Dark Knight) de Christopher Nolan
  - Sans plus attendre (The Bucket List) de Rob Reiner
  - No Country for Old Men de Joel et Ethan Coen
  - Lust, Caution d'Ang Lee
  - Les Trois Royaumes : 1ère Partie (Chi bi) de John Woo

### Années 2010
- 2010 : Gran Torino de Clint Eastwood
  - Slumdog Millionaire de Danny Boyle
  - L'Échange (Changeling) de Clint Eastwood
  - The Wrestler de Darren Aronofsky
  - Les Trois Royaumes : 2ème Partie (Chi bi 2: Jue zhan tian xia) de John Woo
- 2011 : Avatar de James Cameron
  - Inception de Christopher Nolan
  - Toy Story 3 de Lee Unkrich
  - Invictus de Clint Eastwood
  - Démineurs (The Hurt Locker) de Kathryn Bigelow
- 2012 : Le Discours d'un roi (The King's Speech) de Tom Hooper
  - La Planète des singes : Les Origines (Rise of the Planet of the Apes) de Rupert Wyatt
  - Le Stratège (Moneyball) de Bennett Miller
  - The Social Network de David Fincher
  - Black Swan de Darren Aronofsky
- 2013 : Intouchables d'Olivier Nakache et Éric Toledano
  - Argo de Ben Affleck
  - The Dark Knight Rises de Christopher Nolan
  - Millénium : Les Hommes qui n'aimaient pas les femmes (The Girl with the Dragon Tattoo) de David Fincher
  - Skyfall de Sam Mendes
- 2014 : Les Misérables de Tom Hooper
  - 3 Idiots de Rajkumar Hirani
  - Capitaine Phillips (Captain Phillips) de Paul Greengrass
  - Django Unchained de Quentin Tarantino
  - Gravity d'Alfonso Cuarón
- 2015 : La Reine des neiges (Frozen) de Chris Buck et Jennifer Lee
  - Interstellar de Christopher Nolan
  - Jersey Boys de Clint Eastwood
  - Fury de David Ayer
  - Godzilla de Gareth Edwards
- 2016 : American Sniper de Clint Eastwood
  - Kingsman : Services secrets (Kingsman: The Secret Service) de Matthew Vaughn
  - Mad Max: Fury Road de George Miller
  - 007 Spectre de Sam Mendes
  - Whiplash de Damien Chazelle
- 2017 : Sully de Clint Eastwood
  - Seul sur Mars (The Martian) de Ridley Scott
  - Zootopie (Zootopia) de Byron Howard, Rich Moore et Jared Bush
  - Star Wars, épisode VII : Le Réveil de la Force (Star Wars: Episode VII – The Force Awakens) de J. J. Abrams
  - The Revenant d'Alejandro González Iñárritu
- 2018 : La La Land de Damien Chazelle
  - Dunkerque (Dunkirk) de Christopher Nolan
  - Les Figures de l'ombre (Hidden Figures) de Theodore Melfi
  - La Belle et la Bête (Beauty and the Beast) de Bill Condon
  - Miss Sloane de John Madden
- 2019 : Bohemian Rhapsody de Bryan Singer
  - The Greatest Showman de Michael Gracey
  - La Forme de l'eau (The Shape of Water) de Guillermo del Toro
  - Three Billboards : Les Panneaux de la vengeance (Three Billboards Outside Ebbing, Missouri) de Martin McDonagh
  - Mission impossible : Fallout (Mission: Impossible - Fallout) de Christopher McQuarrie

### Années 2020
- 2020 : Joker de Todd Phillips
  - Yesterday de Danny Boyle
  - Green Book : Sur les routes du Sud (Green Book) de Peter Farrelly
  - La Mule (The Mule) de Clint Eastwood
  - Once Upon a Time… in Hollywood de Quentin Tarantino
- 2021 : Parasite de Bong Joon-ho
  - Star Wars, épisode IX : L'Ascension de Skywalker (Star Wars: Episode IX – The Rise of Skywalker) de J. J. Abrams
  - Le Mans 66 (Ford v Ferrari) de James Mangold
  - 1917 de Sam Mendes
  - Tenet de Christopher Nolan
- 2022 : Mourir peut attendre (No Time to Die) de Cary Joji Fukunaga
  - Dune de Denis Villeneuve
  - Minari de Lee Isaac Chung
  - Nomadland de Chloé Zhao
  - Tailor de Sonia Liza Kenterman
- 2023 : Top Gun: Maverick de Joseph Kosinski
  - RRR de S. S. Rajamouli
  - Avatar : La Voie de l'eau (Avatar: The Way of Water) de James Cameron
  - Coda de Sian Heder
  - Spider-Man: No Way Home de Jon Watts
- 2024 : Mission impossible : Dead Reckoning (Mission: Impossible - Dead Reckoning) de Christopher McQuarrie
  - Killers of the Flower Moon de Martin Scorsese
  - Barbie de Greta Gerwig
  - Une belle course de Christian Carion
  - Tár de Todd Field